# Granny (film 1914)
Granny è un cortometraggio muto del 1914 diretto da Christy Cabanne.

## Produzione
Il film fu prodotto dalla Majestic Motion Picture Company.

## Distribuzione
Distribuito dalla Mutual, il film - un cortometraggio in una bobina - uscì nelle sale cinematografiche statunitensi il 25 agosto 1914.